# Domingos Xavier de Lima
Domingos Xavier de Lima, VII marchese di Nisa (30 dicembre 1765 – 30 giugno 1802), è stato un ammiraglio portoghese.

## Biografia
Figlio di Thomaz Xavier de Lima Nogueira Telles da Silva, XIV visconte de Vila Nova da Cerveira e I marchese de Ponte de Lima, e di donna Eugénia Maria Josefa de Bragança (seconda figlia di Fernão Telles da Silva, IV marchese de Alegrete). In seguito al matrimonio, avvenuto il 21 novembre 1790, con Eugénia Xavier Telles da Gama divenne, jure uxoris, marchese di Nisa e conte di Vidigueira, ricevendo anche il titolo di XI Almirante do Mar da Índia, in virtù della discendenza della moglie da Vasco da Gama, scopritore della via marittima per le Indie.
Maggior generale dell'Armata e ispettore della Brigata Reale di Marina, divenne presto famoso e nel 1798 ottenne il comando della flotta portoghese del Mediterraneo che combatté nelle Guerre Napoleoniche assieme alla Royal Navy comandata da John Jervis e poi da Lord Nelson.
A soli quindici anni si imbarcò volontario sulla nave Nossa Senhora do Pilar e l'anno seguente venne promosso tenente.
Nel 1782 entrò nell'Academia Real de Marinha, facendo parte del primo gruppo di allievi della neo istituita accademia, creata dal ministro Martinho de Melo e Castro.
Nel 1783 si imbarcò sulla Nossa Senhora do Bom Sucesso e quindi sulla fregata S. João Baptista facenti entrambe parte della Esquadra de Guarda-Costa. A vent'anni ebbe il battesimo del fuoco nel corso dell'attacco a Algeri, nel contesto della spedizione punitiva congiunta di Portogallo e Spagna contro i corsari barbareschi. Questa spedizione fu la prima opportunità di mostrare il suo valore, valendogli la nomina a capo di Stato Maggiore della squadra portoghese e dopo la promozione a tenente di vascello.
Negli anni seguenti (dal 1787 al 1789) venne distaccato presso l'Esquadra do Estreito, comandata da José de Mello Breyner, e successivamente si imbarcò sulle navi Medusa, Cisne e Nossa Senhora da Conceição. Il 16 dicembre 1789, a 24 anni, venne promosso Capitano di Fregata e ricevette il suo primo comando: la nuova fregata Príncipe do Brasil 40 pezzi, varata nello stesso anno, e una parte della flotta dello Stretto, sotto il comando del tenente generale Bernardo Ramires Esquivel (poi visconte di Estremoz). Domingos Xavier de Lima fu probabilmente il primo comandante della nave. Alla fine della missione ricevette dal suo superiore il seguente elogio: il Comandante più pronto, più intelligente e preciso nel rispettare tutte le segnalazioni e gli ordini impartiti.
Il 16 dicembre 1791, gli fu attribuito il titolo di marchese di Nisa e venne ulteriormente promosso ottenendo il comando della fregata São Rafael, con 44 pezzi di artiglieria. Con questa nave portò suo fratello vostro fratello Lourenço de Lima, inviato straordinario assieme al re di Sardegna, a Napoli a capo dello squadrone della Flotta comandata dal contrammiraglio Sanches de Brito.
Poco dopo il ritorno da questa missione ottenne il suo terzo comando, la nave Vasco da Gama (74 pezzi) varata nel dicembre 1792. A maggio dell'anno successivo (1793), integra, al comando della Vasco da Gama, la flotta degli aiuti inviati all'Inghilterra per il pattugliamento del canale della Manica, su richiesta del governo britannico e composta da sei navi, due fregate e due brigantini. L'Inghilterra era ormai in guerra contro la Francia rivoluzionaria, a capo di una coalizione di diverse monarchie europee che avevano militarmente cercato di contenere o addirittura invertire le conseguenze della Rivoluzione francese. Anche se il governo portoghese cercò di rimanere neutrale, evitando il coinvolgimento diretto nel conflitto, operò parallelamente in una posizione geo-strategica e anticontinentale prevalentemente Atlantica, spinto dalla necessità di preservare l'impero coloniale portoghese. In termini pratici, questa scelta strategica fu sinonimo di allineamento con l'Inghilterra principale potenza marittima del tempo. Pur in assenza di azioni navali importanti la squadra fu a tornare a Lisbona, prima di unirsi all'altra flotta alleata, a causa dei danni provocati da una serie di violente tempeste. Nonostante una seconda squadra fu immediatamente spedita in sostituzione della prima, Domingos non prese parte a questa missione perché aveva deciso di unirsi alla spedizione militare inviata dal Portogallo nel Rossiglione, dove insieme a un esercito spagnolo avrebbe partecipato all'invasione congiunta della Francia nel corso delle guerre della Prima coalizione.
Il 25 giugno 1793, ottenuto il permesso a lasciare il comando della Vasco da Gama, ottenne dal re il permesso di unirsi alla spedizione di Rossiglione come volontario. Nonostante le battute d'arresto e le pesanti perdite subite dal contingente portoghese, venne lodato dal comando lusitano-spagnolo, ma il ritiro delle truppe dalla linea del fronte lo portò a presentare richiesta di reintegrazione in Marina. Così, nel 1794 ricevette il comando della nave Rainha de Portugal (74 pezzi), che faceva parte dello squadrone dell'ammiraglio Valley e che effettuò operazioni congiunte con la flotta di Lord Howe nella scorta alle navi nello Stretto.
Il 10 settembre 1795, all'età di 30 anni, giunse la promozione a Comandante di Divisione ed il comando, per la prima volta, di una flotta composta dalle navi Rainha de Portugal (il cui comando continuò a detenere fino a dicembre 1796), Princesa da Beira, dalle fregate Ulisses e Tritão e dal brigantino Gaivota do Mar, per la crociera lungo la costa del Portogallo continentale.
Due anni più tardi (10 giugno 1797) venne promosso Comandante di Squadra, presto seguito 23 luglio dal suo secondo comando di una forza navale. Questa era composta di sette navi: Príncipe Real, Rainha de Portugal, Afonso de Albuquerque, Medusa e S. Sebastião, dalla fregata Andorinha e dal brigantino Lebre. L'area di intervento di questa squadra si estende più a sud fino allo Stretto di Gibilterra. Insieme alla protezione della flotta mercantile delle nazioni alleate contro gli attacchi dei Pirati della Barberia, doveva cooperare con l'ammiraglio britannico John Jervis in azioni contro la flotta francese.
La sua esperienza nella guerra di terra in Catalogna non fu dimenticata ed egli venne nominato, in quello stesso anno, Ispettore della neonata Brigada Real de Marinha, un gruppo creato da zero per servire come marines, l'antenato del Corpo de Fuzileiros de Portugal.
Con l'evoluzione della guerra in Europa, l'Inghilterra rafforzò la sua squadra nel Mediterraneo, che venne rinforzata da un contingente portoghese comandato dal marchese di Nisa e comprendente le navi Príncipe Real (nave ammiraglia con 90 pezzi) e Rainha de Portugal, alle quali si unirono in mare le navi Afonso de Albuquerque (64 pezzi) e S. Sebastião (64 pezzi), la fregata Benjamim (26 pezzi) e il brigantino Falcão (24 pezzi), che salparono da Lisbona il 5 maggio 1798, destinazione Laos e poi Azzorre per proteggere un convoglio in arrivo dall'America.
Il Portogallo era in quel tempo una potenza navale di medie dimensioni, e nonostante fosse tecnicamente in pace sia con la Francia che con la Spagna, dopo la campagna del Rossiglione, l'Inghilterra premeva il suo alleato per l'invio di mezzi navali per l'azione militare che stava portando avanti. Naturalmente, l'invio di queste navi portò allo smantellamento delle flotte nazionali, e della flotta atlantica, in particolare, con la conseguente riduzione della sicurezza della navigazione tra le colonie e la madrepatria.
Il 30 giugno tornò da Lagos, con la flotta aumentata dalla nave inglese Incendiary e due ufficiali per i segnali di servizio tra le due forze. Lo stesso giorno si unì a Jervis, e ricevette le istruzioni per attraversare lo stretto assieme alla forza di Nelson, che era anche il comandante della forza congiunta.
Con l'ausilio di una piccola forza britannica, il 24 agosto blocca il porto di Alessandria dopo la Battaglia del Nilo, nota anche come la Battaglia di Aboukir. In questa fase del viaggio della flotta perde il brigantino Hawk, che, a causa della cattiva gestione del Príncipe Real affonda in pochi minuti. L'equipaggio venne salvato, con l'eccezione di sei uomini.
Il 15 settembre ricevette istruzioni per l'attuazione di un blocco navale dell'isola di Malta, che aveva già attuato una rivolta contro l'occupazione francese. In un mese nove navi fornirono sostegno militare e logistico ai ribelli, che però non crearono grandi problemi all'occupante. La squadra portoghese venne raggiunta un mese dopo da una inglese comandata da Alexander Ball, il quale ignorò le cortesie dovute ad un ufficiale superiore e ad una squadra di altra nazionalità. Questa situazione si ripeté e non fu mai oggetto di alcuna azione disciplinare, come sarebbe stato opportuno, in modo che si può dedurre che avesse una copertura dall'alto.
Ma finalmente al largo delle coste di Malta, prima della resa, la forza portoghese incontrò le navi di Nelson. A differenza dell'inglese, il marchese di Nisa aveva fatto la sua parte e si ritirò.
Il 15 novembre ricevette istruzioni per effettuare uno sbarco a Livorno a sostegno del re di Napoli, che marciava su Roma.
Nel frattempo, S. Sebastião, Benjamim e Balão, navigavano fra Genova e Tolone per bloccare questi porti.
Le relazioni tra i due alleati raggiunsero un altro punto più basso quando il 13 aprile Nelson pubblicò un ordine di servizio, che considerava gli ufficiali portoghesi come junior in subordine ai comandanti britannici, in un collasso totale di equivalenza tra le gerarchie, che dimostra chiaramente la mancanza di rispetto degli ufficiali britannici in questa campagna.
A terra, le forze del re di Napoli, dopo il successo iniziale, subirono diverse battute d'arresto, costringendo anche il re a fuggire. Il marchese di Nisa ebbe istruzioni di non far cadere Napoli nelle mani dei francesi, sia attraverso il blocco navale che con la distruzione nel porto. Dal momento che il tempo era poco, e data l'urgenza della situazione imposta dall'avanzata delle truppe francesi e dei profughi a bordo, tra cui alcuni cardinali giunti da Roma, e con il rischio di incorrere nella disapprovazione del re di Napoli, venne dato l'ordine di dar fuoco alla flotta. Nelson attribuì anche stavolta ogni responsabilità al portoghese, non osando tuttavia accusarlo apertamente.
Nell'aprile 1799 l'ammiraglio suggerì una missione semi diplomatica presso i corsari barbareschi per portarli al fianco degli alleati contro le navi francesi.
Venne inviata la nave Afonso de Albuquerque sotto il comando del capo della divisione Donald Campbell, che attraverso una prova di forza, ottenne dal Bey di Tripoli quanto desiderato. Poco dopo, la nave inglese inglese Stromboli, al comando del portoghese Guedes Pinto, capo di stato maggiore generale della forza portoghese, raggiunse il Bey di Tunisi, per ordinargli di sospendere gli attacchi contro le navi britanniche.
Quando, a maggio, giunsero informazioni che indicavano la venuta di una squadra francese nel Mediterraneo, e che unita ad un'altra spagnola avrebbe attacco Minorca, sede del comando britannico del Mediterraneo, e quindi la Sicilia, Nelson organizzò tutte le navi a sua disposizione, in due divisioni, una comandata da lui e l'altra dal marchese di Nisa. Questo fu anche il periodo delle migliori relazioni tra le due marine militari. Tuttavia l'attacco temuto non si concretizzò e alla fine di giugno la squadra anglo-lusitana arrivò a Napoli per sostenere le forze del cardinale Ruffo, napoletano per prendere in consegna la città. Nell'ambito di tale azione, che comportava la cattura di Capua e Gaeta, prese parte un contingente di Brigada Real de Marinha identico per numero a quello inglese.
Il 25 agosto, questa volta con il marchese di Nisa al comando di una forza combinata viene lanciato un nuovo blocco di Malta. Questa però sarebbe stata l'ultima azione della forza portoghese, dal momento che 9 ottobre il brigantino Gaivota do Mar porta da Lisbona ordini del Ministro da Marinha di rientrare. La flotta attende il 13 dicembre per iniziare il suo ritorno. Prima della partenza, il marchese di Nisa riceve una lettera di ringraziamento dal Congresso a Malta e una dichiarazione di apprezzamento dalla regina di Napoli. Parte per Trieste, dove incontra un convoglio di rifornimento delle forniture e dei soldi per il pagamento dei marinai nel gennaio 1800. Il 12 febbraio inizia il viaggio di ritorno in Portogallo, dove giunge alla fine di aprile.
In Portogallo, il marchese di Nisa ricevere un riconoscimento ufficiale da parte della Corona britannica, e il principe ereditario lo ringraziò con un messaggio del 6 giugno.
Nominato ambasciatore presso la corte dello zar Alessandro I di Russia alla fine del 1800, il marchese di Nisa raggiunse la Russia immediatamente prima dell'incoronazione dello zar alla quale assistette.
Di ritorno in Portogallo, venne colpito a Konigsberg da un attacco di vaiolo che lo portò a morte. Il 30 giugno 1802, il marchese di Nisa morì, ammiraglio della flotta e gentiluomo portoghese di camera di Maria I del Portogallo.

## In letteratura
- Eduardo de Noronha, O Marquez de Niza : dois annos de aventuras documentadas : romance histórico, marítimo, Porto, Empresa Litteraria e Typographica, 1907